# Hecate Strait
Hecate Strait är ett sund i västra Kanada, mellan ögruppen Haida Gwaii och fastlandet. Det ligger i provinsen British Columbia, 4 000 km väster om huvudstaden Ottawa.
Hecate Strait avgränsas av vattenområdena Dixon Entrance (i norr) och Queen Charlotte Sound (i söder).